# Daniel Felipe Martínez
Daniel Felipe Martínez Poveda (* 25. April 1996 in Soacha, Cundinamarca) ist ein kolumbianischer Radrennfahrer.

## Werdegang
Als Juniorenfahrer wurde Martínez 2013 Panamerikameister und 2014 kolumbianischer Meister im Einzelzeitfahren.
Im Erwachsenenbereich schloss Martínez sich im Jahr 2015 dem Professional Continental Team Colombia an. Er gewann die Bergwertung der Route du Sud  und sicherte sich mit dem achten Gesamtrang die Nachwuchswertung der Tour of Utah. Daraufhin wechselte er zur italienischen Mannschaft Wilier Triestina-Southeast und bestritt mit dem Giro d’Italia 2016 seine erste Grand Tour, die er als 89. beendete. Im folgenden Jahr wurde er unter anderem Siebter bei Milano-Torino und Gesamtvierter sowie Sieger der Nachwuchswertung der Türkei-Rundfahrt.
Im Jahr 2018 wechselte Daniel Felipe Martínez zum US-amerikanischen UCI WorldTeam EF Education First. In seiner ersten Saison wurde er Fünfter der Colombia Oro y Paz. Nach dem siebten Gesamtrang bei der Katalonien-Rundfahrt wurde er Gesamtdritter der Kalifornien-Rundfahrt. Die Tour de France 2018 beendete er als 36. Im Jahr 2019 sicherte sich Martínez den kolumbianischen und panamerikanischen Titel im Einzelzeitfahren. Nach dem dritten Gesamtrang der Tour Colombia feierte er auf der Königsetappe von Paris–Nizza am Col de Turini seinen ersten Sieg in einem  Rennen der UCI WorldTour. Nach Platz 41 bei der Vuelta a España 2019 wurde er Gesamtzweiter der Tour of Guangxi, wobei er sich nur um fünf Sekunden dem Spanier Enric Mas geschlagen geben musste. Im Jahr 2020 verteidigte Martínez zu Beginn der Saison seinen nationalen Meistertitel im Zeitfahren und gewann im Anschluss die letzte Etappe der Tour Colombia. Nach der COVID-19-Pandemie bedingten Rennpause gewann er mit dem Critérium du Dauphiné die Gesamtwertung einer WorldTour-Rundfahrt. Bei der nachfolgenden Tour de France 2020 spielte er im Gesamtklassement zwar keine Rolle, gewann jedoch die Bergankunft der 13. Etappe auf dem Puy Mary, wobei er sich aus der Ausreißergruppe vor Lennard Kämna durchsetzte.
Von 2021 bis 2023 fuhr Daniel Felipe Martínez für Ineos Grenadiers, bestritt den Giro d’Italia 2021 an der Seite des Gesamtsiegers Egan Bernal und belegte selbst den fünften Gesamtrang. Im Jahr 2022 wurde er ein weiteres Mal kolumbianischer Meister im Zeitfahren und gewann nach dem dritten Platz bei Paris–Nizza die Gesamtwertung der Baskenland-Rundfahrt, bei der er sich auch einen Etappensieg sicherte. Nach Platz fünf beim Flèche Wallonne wurde er Vierter bei Lüttich–Bastogne–Lüttich. Am Ende der Saison gewann er das Eintagesrennen der Coppa Sabatini. In der Saison 2023 konnte Martínez nicht an seine früheren Erfolge anschließen, wenngleich er im Frühjahr die Gesamtwertung der Algarve-Rundfahrt gewann.
Im Vorfeld der Saison 2024 unterschrieb Daniel Felipe Martínez einen Vierjahresvertrag bei der deutschen Bora-hansgrohe-Mannschaft. Zu Saisonbeginn holte er seinen vierten kolumbianischen Meistertitel im Zeitfahren, ehe er beide Bergankünfte der Algarve-Rundfahrt vor Remco Evenepoel gewann und sich so den Sieg in der Bergwertung sicherte. Beim Giro d’Italia 2024 ging er als Kapitän der Mannschaft Bora-hansgrohe an den Start. Mit knapp zehn Minuten Rückstand auf den überlegenen Sieger Tadej Pogačar beendete er die Rundfahrt als Zweiter; damit stand er erstmals auf dem Podium einer Grand Tour. Der kolumbianische Verband benannte ihn zu den Olympischen Spielen 2024. Zum dortigen Einzelzeitfahren konnte er wegen eines Visumsproblems nicht rechtzeitig anreisen und bestritt daher lediglich das Straßenrennen eine Woche später, wo er 25. wurde.

## Erfolge
2013

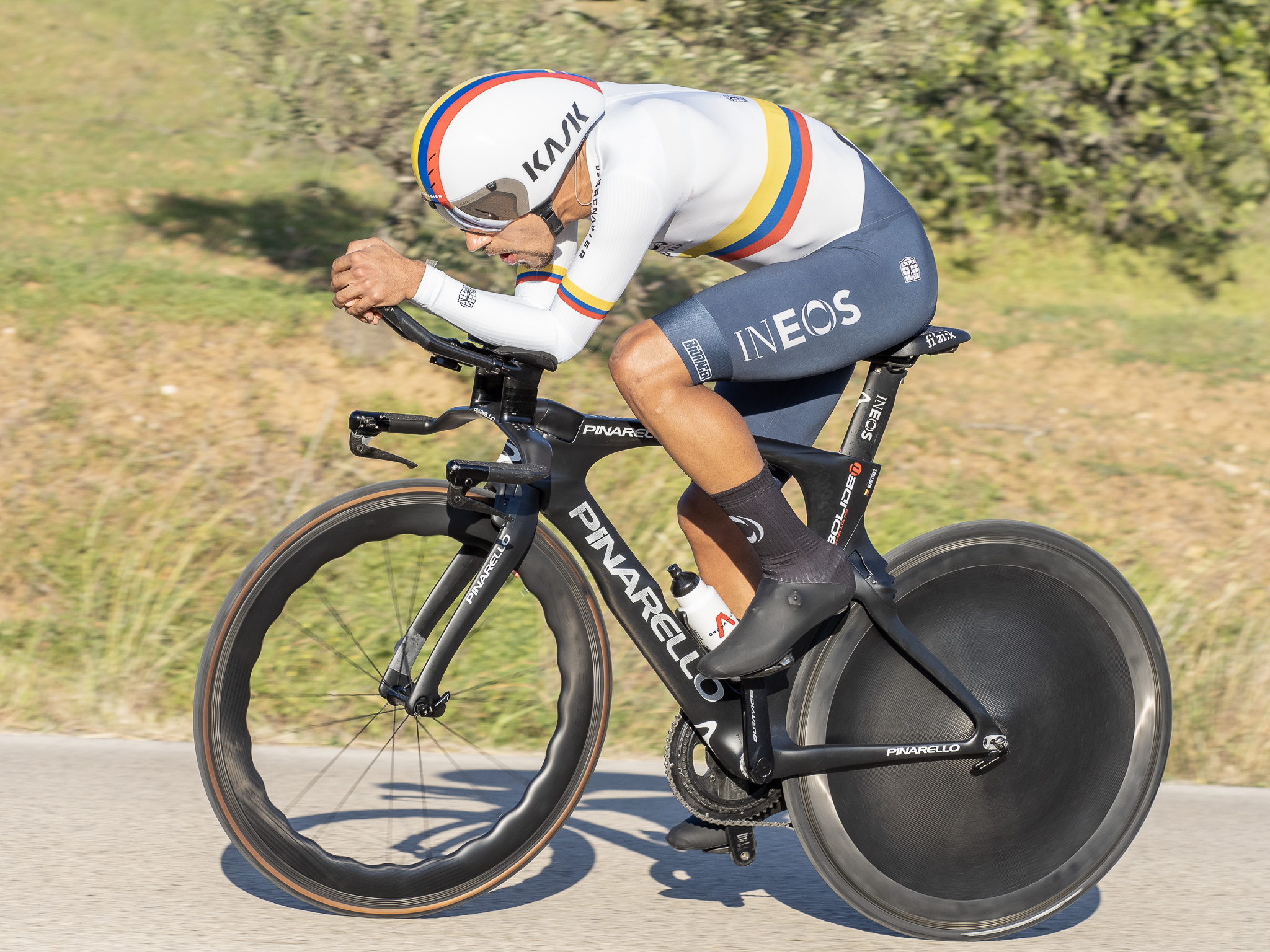
Daniel Felipe Martínez im Trikot des kolumbianischen Meisters (2022)

- Panamerikanische Meisterschaften – Einzelzeitfahren (Junioren)
- Panamerikanische Meisterschaften – Straßenrennen (Junioren)
- Kolumbianischer Meister – Einzelzeitfahren (Junioren)

2014
- Kolumbianischer Meister – Einzelzeitfahren (Junioren)

2015
- Bergwertung Route du Sud
- Nachwuchswertung Tour of Utah

2017
- Nachwuchswertung Türkei-Rundfahrt

2018
- Kolumbianische Meisterschaften – Einzelzeitfahren
- Nachwuchswertung Colorado Classic

2019
- Kolumbianischer Meister – Einzelzeitfahren
- Mannschaftszeitfahren Tour Colombia
- eine Etappe Paris-Nizza
- Panamerikaspielesieger – Einzelzeitfahren

2020
- Kolumbianischer Meister – Einzelzeitfahren
- eine Etappe und Mannschaftszeitfahren Tour Colombia
- Gesamtwertung und Nachwuchswertung Critérium du Dauphiné
- eine Etappe Tour de France

2022
- Kolumbianischer Meister – Einzelzeitfahren
- Gesamtwertung, Punktewertung und eine Etappe Baskenland-Rundfahrt
- Coppa Sabatini

2023
- Gesamtwertung Algarve-Rundfahrt

2024
- Kolumbianischer Meister – Einzelzeitfahren
- zwei Etappen und Bergwertung Algarve-Rundfahrt

## Grand-Tour-Platzierungen
| Grand Tour            | 2016 | 2017 | 2018 | 2019 | 2020 | 2021 | 2022 | 2023 | 2024 | 2025 |
| --------------------- | ---- | ---- | ---- | ---- | ---- | ---- | ---- | ---- | ---- | ---- |
| Giro d’ItaliaGiro     | 89   | DNF  | –    | –    | –    | 5    | –    | –    | 2    | 53   |
| Tour de FranceTour    | –    | –    | 36   | –    | 28   | –    | 29   | DNF  | –    |      |
| Vuelta a EspañaVuelta | –    | –    | –    | 41   | DNF  | –    | –    | –    | DNF  |      |